# 何塞·黎剎級巡防艦
何塞·黎剎級巡防艦 (英語：Jose Rizal-class frigate)，為菲律賓海軍在2016年向韓國現代重工訂購的巡防艦，黎剎級是仁川級巡防艦的縮小版設計，借鑑了大邱級巡防艦的一些隱身技術，黎剎級以菲律賓民族英雄命名，是菲律賓海軍現代化計劃所採購的飛彈巡防艦，在此前菲律賓海軍水面艦隊艦齡頗高且均無飛彈發射能力，僅具備聊具一格的火炮射擊能力，故黎剎級亦為菲律賓海軍首艘具備飛彈發射能力的主戰艦艇。

## 同型艦

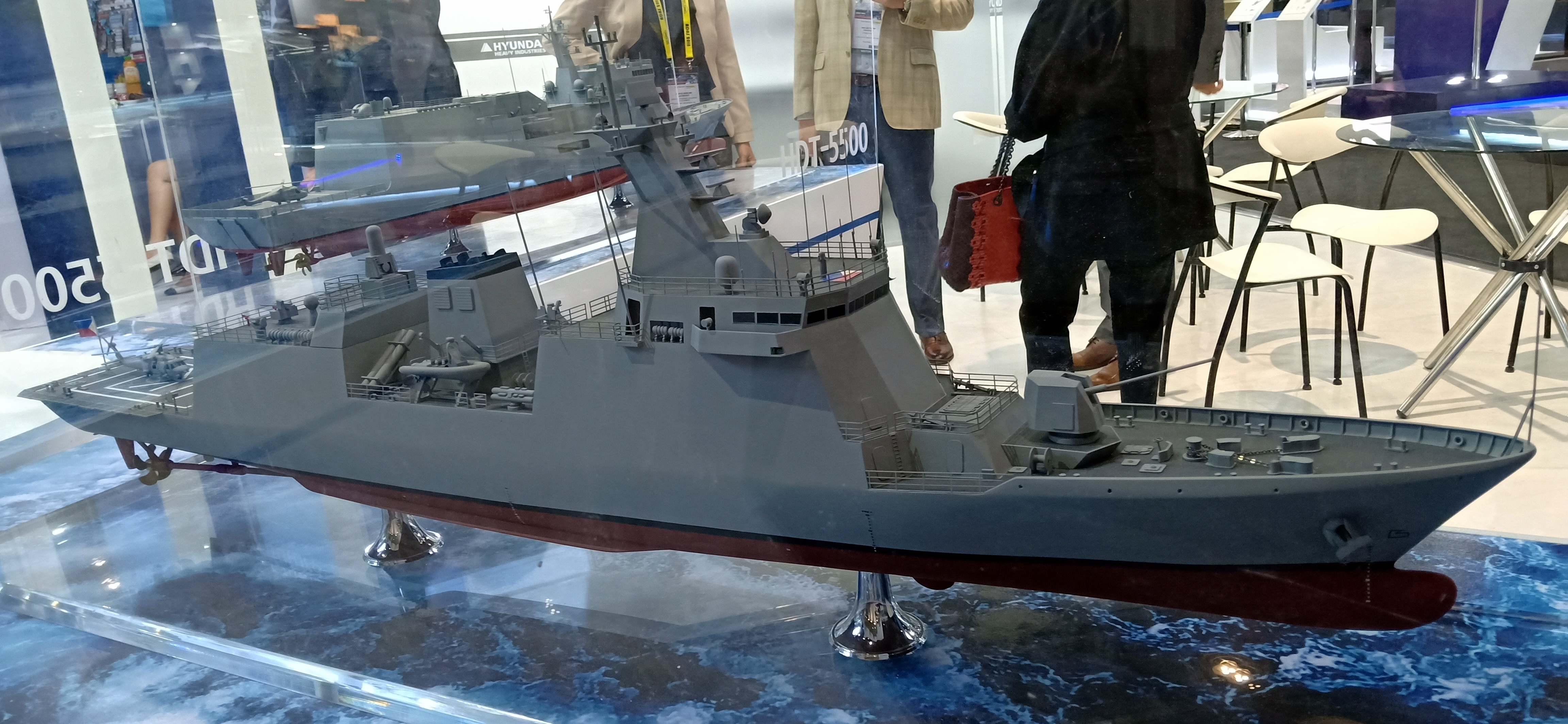
何塞·黎剎級巡防艦模型

| 艦名            | 舷號   | 建造廠     | 開工           | 下水          | 服役          | 現狀   |
| --------------- | ------ | ---------- | -------------- | ------------- | ------------- | ------ |
| 荷塞·黎刹號     | FF-150 | 現代重工業 | 2018年10月16日 | 2019年5月23日 | 2020年7月10日 | 服役中 |
| 安東尼奧·盧納號 | FF-151 | 現代重工業 | 2019年5月23日  | 2019年11月8日 | 2021年3月19日 | 服役中 |
| 資料來源：      |        |            |                |               |               |        |

### 相關
- 菲律賓軍事
- 菲律賓海軍
- 黎剎號驅逐艦 (DD-174) 美国
- 仁川級巡防艦 大韓民國
- 大邱級巡防艦 大韓民國（設計母型）

### 東協新世代巡防艦
- 拉登·艾迪·瑪爾塔迪納塔級巡防艦 印度尼西亞
- 江喜陀級巡防艦 緬甸
- 馬哈拉惹里拉級巡防艦 马来西亚
- 可畏級巡防艦 新加坡
- 蒲美蓬·阿杜德級巡防艦 泰國
- 獵豹級巡防艦 越南

## 資料來源
1. ↑  菲首艘「黎刹號」飛彈巡防艦下水 未來10年擬增購30艘艦艇強化實力 （页面存档备份，存于）記者 李靖棠 2019年6月3日 上報
2. ↑  . Nov 2, 2017  [2019-03-23]. （原始内容存档于2020-05-13）.
3. ↑  . Safran Electronics & Defense. 2017-09-12  [2019-03-23]. （原始内容存档于2019-03-23）.
4. ↑  . 23 October 2017  [2019-03-23]. （原始内容存档于2019-03-23）.
5. ↑  Rahmat, Ridzwan. . IHS Janes. 21 November 2017  [2019-03-23]. （原始内容存档于2017-11-25）.
6. ↑  Maundrill, Beth. . Sherpard Media. 1 November 2017  [2019-03-23]. （原始内容存档于2019-03-23）.
7. ↑  記者江飛宇. . 中時新聞網. 2020-05-19  [2020-05-19]. （原始内容存档于2020-07-16） （中文（臺灣））.
8. ↑  .   [2019-03-23]. （原始内容存档于2019-03-23）.
9. ↑  . Taiwan News.   [2019-06-19]. （原始内容存档于2019-06-19）.
10. ↑  . Naval Today.   [2019-03-23]. （原始内容存档于2019-03-23）.
11. ↑  . DefPost.   [2019-06-19]. （原始内容存档于2019-06-19）.
12. ↑  . 上報. 2019-09-03  [2019年9月3日]. （原始内容存档于2019年9月15日）.
13. ↑  . Asia Pacific Defense Journal. March 19, 2021  [March 19, 2021]. （原始内容存档于2021-05-24）.
14. ↑  Share; Twitter. . www.pna.gov.ph.   [2019-03-23]. （原始内容存档于2019-03-23）.